# Саух Єфросинія Архипівна
Єфросинія Архипівна Саух (нар. 22 жовтня 1912, Сімаківка — пом. 1 червня 1993, Сімаківка) — українська радянська діячка, ланкова-льонарка колгоспу імені Сталіна («Радянська Україна») Ємільчинського району Житомирської області. Герой Соціалістичної Праці (26.02.1958). Депутат Верховної Ради СРСР 5—6-го скликань.

## Біографія
Народилася 22 жовтня 1912 року с селі Сімаківці (тепер Ємільчинського району Житомирської області)  в бідній селянській родині. Освіта початкова.
З 1929 року — колгоспниця, з 1936 по 1941 рік — ланкова колгоспу імені Петровського села Сімаківка Ємільчинського району. Збирала високі врожаї льону. У 1938 році її ланка досягла врожаю льоноволокна по 22,7 центнера з гектара. У 1940 році встановила світовий рекорд врожаю льону-довгунця з насіння сорту «світоч» (39 ц/га волокна і 8,8 ц/га насіння).
Під час німецько-радянської війни перебувала в евакуації.
Член ВКП(б) з 1942 року.
З 1946 року — ланкова колгоспу імені Сталіна (потім — «Радянська Україна») села Сімаківка Ємільчинського району Житомирської області. У 1949 році застосувала новий агротехнічнічний прийом (весняні і літні посіви), що дозволяв протягом року вирощувати два врожаї льону-довгунця.
Потім — на пенсії в селі Сімаківці Ємільчинського району Житомирської області.

## Нагороди
- Герой Соціалістичної Праці (26.02.1958)
- три ордени Леніна (4.09.1950, 26.02.1958, 22.12.1977)
- орден Жовтневої Революції (8.04.1971)
- орден Трудового Червоного Прапора (7.02.1939)
- орден «Знак Пошани» (30.04.1966)
- медалі

## У мистецтві
Пастельний портрет Єфросинії Саух у 1975 році створила художниця Таїсія Жаспар.